# Liste des pièces commémoratives de 2 euros de 2016
Carte
- deux pièces commémoratives de 2 € émises
- une pièce commémorative de 2 € émise
- pas de pièce commémorative de 2 € émise
- ne fait pas partie de la zone euro

Chronologie
2015 2017
Pour un article plus général, voir Pièce commémorative de 2 euros.
Une pièce commémorative de 2 euros est une pièce de 2 euros frappée par un État membre de la zone euro ou par un des micro-États autorisés à frapper des pièces de monnaie libellées en euro, destinée à commémorer un événement historique ou célébrer un événement actuel important. 
Cet article répertorie les 32 pièces commémoratives émises en 2016.
Malte inaugure en cette même année le lancement de deux séries de pièces : l'une montrant le rôle de la Malta Community Chest Fund dans la société et l'autre consacrée aux sites préhistoriques maltais. La Lettonie présente également une nouvelle série de pièces sur le thème des régions administratives du pays.
2016 est aussi l'année où l'Estonie et l'Irlande émettent leur première pièce commémorative de 2 € en dehors des émissions communes.

## Pièces émises
| Allemagne                | Présidence de la Saxe au Bundesrat, |                       |
|                          | Cette pièce est la onzième de la première série de 16 pièces de 2 € commémoratives sur les Länder allemands. La représentation de la cour intérieure du Zwinger à Dresde, avec au fond la Kronentor et à l'avant-plan des fontaines. En bas, la légende SACHSEN (Saxe) surmontée de l'initiale du pays émetteur D (pour Deutschland). En haut, à gauche, le millésime 2016. L'anneau externe de la pièce comporte les douze étoiles du drapeau européen. |                       |
| Graveur : Jordi Truxa    | \| Gravure sur la tranche : \| Date : \| Tirage : \| \| \| 5 février 2016 \| 30 millions de pièces[4] \| |                       |
| Gravure sur la tranche : | Date : | Tirage :              |
|                          | 5 février 2016 | 30 millions de pièces |

| Andorre                  | 25e anniversaire de la radio et la télévision publiques de l'Andorre |               |
|                          | La représentation d'un microphone et d'une antenne parabolique entourés de lignes circulaires. Couvrant trois quarts de cercle, la légende 25è ANIVERSARI DE RÀDIO I TELEVISIÓ D'ANDORRA (25e anniversaire de la radio et la télévision de l'Andorre). Au-dessus du dessin, le millésime 2016 et la mention du pays émetteur ANDORRA. L'anneau externe de la pièce comporte les douze étoiles du drapeau européen. |               |
| Graveur :                | \| Gravure sur la tranche : \| Date : \| Tirage : \| \| \| Décembre 2016 \| 85 000 pièces \| |               |
| Gravure sur la tranche : | Date : | Tirage :      |
|                          | Décembre 2016 | 85 000 pièces |

| Andorre                  | 150e anniversaire de la Nouvelle réforme |               |
|                          | La représentation de la salle principale de la Casa de la Vall, siège du Conseil général andorran. En haut, la légende 150 ANYS DE LA NOVA REFORMA DE 1866 (150 ans de la Nouvelle réforme de 1866) et le millésime 2016. En bas, la mention du pays émetteur ANDORRA. L'anneau externe de la pièce comporte les douze étoiles du drapeau européen. |               |
| Graveur :                | \| Gravure sur la tranche : \| Date : \| Tirage : \| \| \| Décembre 2016 \| 85 000 pièces \| |               |
| Gravure sur la tranche : | Date : | Tirage :      |
|                          | Décembre 2016 | 85 000 pièces |

| Autriche                 | 200e anniversaire de la Oesterreichische Nationalbank |                       |
|                          | La représentation du siège de la Oesterreichische Nationalbank, à Vienne, devant lequel sont placés les représentations de Mercure, dieu romain des marchands et du commerce, tenant un caducée dans sa main droite, et Fortuna, déesse romain du hasard et de la prospérité, tenant une corne d'abondance. Les deux représentations sont similaires aux sculptures placées au-dessus de l'entrée du bâtiment principal de la banque. Sous les pieds de dieux est placée une représentation stylisée du drapeau autrichien, en dessous de laquelle est indiquée la légende 200 JAHRE OESTERREICHISCHE NATIONALBANK (200 ans de la Banque nationale autrichienne). À gauche de Mercure, l'année de création de la banque 1816 et, en plus grand, le millésime 2016. En haut, la mention du pays émetteur REPUBLIK ÖSTERREICH. L'anneau externe de la pièce comporte les douze étoiles du drapeau européen. |                       |
| Graveur :                | \| Gravure sur la tranche : \| Date : \| Tirage : \| \| \| Janvier 2016 \| 16 millions de pièces \| |                       |
| Gravure sur la tranche : | Date : | Tirage :              |
|                          | Janvier 2016 | 16 millions de pièces |

| Belgique                 | Jeux olympiques à Rio de Janeiro (Brésil) |                |
|                          | Logo de l'équipe olympique belge, composé d'un athlète stylisé portant le drapeau belge sur les épaules, au-dessus des anneaux olympiques et de la légende en anglais TEAM BELGIUM (équipe de Belgique). À gauche, à la verticale, le millésime 2016. À droite, la mention du pays émetteur BE. L'anneau externe de la pièce comporte les douze étoiles du drapeau européen. |                |
| Graveur :                | \| Gravure sur la tranche : \| Date : \| Tirage : \| \| \| Mars 2016 \| 375 000 pièces \| |                |
| Gravure sur la tranche : | Date : | Tirage :       |
|                          | Mars 2016 | 375 000 pièces |

| Belgique                 | 20e anniversaire de la création de l'organisation non gouvernementale Child Focus |                        |
|                          | Visage de Liam Vanden Branden, enfant de 2 ans disparu en 1996 et jamais retrouvé. À gauche, la légende trilingue MISSING-DISPARU-VERMIST. À droite l'URL du site de l'organisation WWW.CHILDFOCUS.BE. En haut la mention trilingue du pays émetteur BELGIQUE•BELGIE•BELGIEN. L'anneau externe de la pièce comporte les douze étoiles du drapeau européen. Appelée pièce de l'espoir, elle fait partie d'une opération de sensibilisation à la disparition d'enfants, sur les réseaux sociaux. |                        |
| Graveur :                | \| Gravure sur la tranche : \| Date : \| Tirage : \| \| \| Mai 2016 \| 1,02 million de pièces \| |                        |
| Gravure sur la tranche : | Date : | Tirage :               |
|                          | Mai 2016 | 1,02 million de pièces |

| Espagne                  | Vieille ville et aqueduc de Ségovie, inscrits au patrimoine mondial de l'UNESCO depuis 1985 |                      |
|                          | Cette pièce est la septième d'une série de pièces commémoratives sur les sites espagnols inscrits au patrimoine mondial de l'UNESCO. Une partie de l'Aqueduc de Ségovie, surmontée de la mention du pays émetteur ESPAÑA et du millésime 2016. L'anneau externe de la pièce comporte les douze étoiles du drapeau européen. |                      |
| Graveur :                | \| Gravure sur la tranche : \| Date : \| Tirage : \| \| \| 1er février 2016 \| 8 millions de pièces \| |                      |
| Gravure sur la tranche : | Date : | Tirage :             |
|                          | 1er février 2016 | 8 millions de pièces |

| Estonie                  | 100e anniversaire de la naissance du joueur d'échecs estonien Paul Keres, le 7 janvier 1916 à Narva, |                |
|                          | Cette pièce est la première pièce commémorative de 2 € émise par l'Estonie en dehors des émissions communes. À droite l'effigie de Paul Keres, de profil, tournée vers la gauche. En bas, 4 pièces d'échecs stylisées : le pion, le fou, le cavalier et la dame. À gauche, le nom du pays émetteur EESTI et le millésime 2016 entourés de 2 cases de l'échiquier et le nom PAUL KERES. L'anneau externe de la pièce comporte les douze étoiles du drapeau européen. Le dessin de la pièce a été choisi sur concours ouvert du 1er juillet 2015 au 18 août 2015. |                |
| Graveur :                | \| Gravure sur la tranche : \| Date : \| Tirage : \| \| \| Janvier 2016 \| 500 000 pièces \| |                |
| Gravure sur la tranche : | Date : | Tirage :       |
|                          | Janvier 2016 | 500 000 pièces |

| Finlande                 | 90e anniversaire de la mort de l'écrivain et poète finlandais Eino Leino, le 10 janvier 1926 à Tuusula, |                     |
|                          | Un feu formant un visage humain accompagné d'un tisonnier. À droite, le nom de l'écrivain Eino Leino écrit en lettres manuscrites. À la base du tisonnier, la mention du pays émetteur en abrégé FI. L'anneau externe de la pièce comporte les douze étoiles du drapeau européen. |                     |
| Graveur : Pertti Mäkinen | \| Gravure sur la tranche : \| Date : \| Tirage : \| \| \| 25 avril 2016 \| 1 million de pièces[16] \| |                     |
| Gravure sur la tranche : | Date : | Tirage :            |
|                          | 25 avril 2016 | 1 million de pièces |

| Finlande                 | 100e anniversaire de la naissance du philosophe finlandais, d'expression suédoise, Georg Henrik von Wright, le 14 juin 1916 à Helsinki, |                     |
|                          | Une colonne dorique antique et un rameau de chêne portant trois feuilles. En arc de cercle, le nom du philosophe GEORG HENRIK VON WRIGHT. En haut, la mention du pays émetteur en abrégé FI. L'anneau externe de la pièce comporte les douze étoiles du drapeau européen. |                     |
| Graveur :                | \| Gravure sur la tranche : \| Date : \| Tirage : \| \| \| Octobre 2016 \| 1 million de pièces[16] \| |                     |
| Gravure sur la tranche : | Date : | Tirage :            |
|                          | Octobre 2016 | 1 million de pièces |

| France                   | Championnat d'Europe de football 2016 en France, du 10 juin au 10 juillet 2016 |                       |
|                          | La carte de la France métropolitaine stylisée dans laquelle est placée la coupe Henri-Delaunay. Tout autour de la carte sont placés des éléments graphiques symbolisant la compétition : ballon, cœur, trait sinueux, demi-terrain, ballon en pointillé, rayures, arc de cercle, hexagone. En bas est placé un ballon dont le mouvement venant de gauche est indiqué par deux traits. En haut la légende UEFA EURO 2016 FRANCE (UEFA pour Union of European Football Associations, Union des associations européennes de football). À droite, la mention du pays émetteur RF (pour République française). L'anneau externe de la pièce comporte les douze étoiles du drapeau européen. |                       |
| Graveur :                | \| Gravure sur la tranche : \| Date : \| Tirage : \| \| \| 8 février 2016 \| 10 millions de pièces \| |                       |
| Gravure sur la tranche : | Date : | Tirage :              |
|                          | 8 février 2016 | 10 millions de pièces |

| France                   | 100e anniversaire de la naissance du Président François Mitterrand, le 26 octobre 1916 à Jarnac |                       |
|                          | L'effigie de François Mitterrand en pleine réflexion, la main gauche portée à son menton. À droite, son emblème personnel représentant un arbre mi-chêne, mi-olivier. En haut, son nom FRANÇOIS MITTERRAND. À gauche, son année de naissance 1916 et le millésime 2016. En bas, la mention du pays émetteur RF (pour République française). L'anneau externe de la pièce comporte les douze étoiles du drapeau européen. |                       |
| Graveur :                | \| Gravure sur la tranche : \| Date : \| Tirage : \| \| \| Octobre 2016 \| 10 millions de pièces \| |                       |
| Gravure sur la tranche : | Date : | Tirage :              |
|                          | Octobre 2016 | 10 millions de pièces |

| Grèce                            | 150e anniversaire de l'incendie du Monastère d'Arkadi |                |
|                                  | Représentation de la façade de l'église du Monastère d'Arkadi. En bas, la légende ΜΟΝΗ ΑΡΚΑΔΙΟΥ (Monastère d'Arkadi). À gauche, la mention du pays émetteur ΕΛΛΗΝΙΚΗ ΔΗΜΟΚΡΑΤΙΑ. En haut, le millésime 2016. L'anneau externe de la pièce comporte les douze étoiles du drapeau européen. |                |
| Graveur : Geórgios Stamatópoulos | \| Gravure sur la tranche : \| Date : \| Tirage : \| \| \| 16 décembre 2016 \| 750 000 pièces[22] \| |                |
| Gravure sur la tranche :         | Date : | Tirage :       |
|                                  | 16 décembre 2016 | 750 000 pièces |

| Grèce                            | 120e anniversaire de la naissance du musicien grec, naturalisé américain, Dimitri Mitropoulos, le 1er mars 1896 à Athènes |                |
|                                  | Effigie de Dimitri Mitropoulos tournée vers la gauche, sur un fond décoré de notes de musique. À gauche, la légende 120 ΧΡΟΝΙΑ ΑΠΟ ΤΗ ΓΕΝΝΗΣΗ ΤΟΥ ΔΗΜΗΤΡΗ ΜΗΤΡΟΠΟΥΛΟΥ (120 ans de la naissance de Dimitri Mitropoulos) et la mention du pays émetteur ΕΛΛΗΝΙΚΗ ΔΗΜΟΚΡΑΤΙΑ, suivi du millésime 2016. L'anneau externe de la pièce comporte les douze étoiles du drapeau européen. |                |
| Graveur : Geórgios Stamatópoulos | \| Gravure sur la tranche : \| Date : \| Tirage : \| \| \| 16 décembre 2016 \| 750 000 pièces[24] \| |                |
| Gravure sur la tranche :         | Date : | Tirage :       |
|                                  | 16 décembre 2016 | 750 000 pièces |

| Irlande                  | 100e anniversaire de l'Insurrection de Pâques 1916 |                        |
|                          | Cette pièce est la première pièce commémorative de 2 € émise par l'Irlande en dehors des émissions communes. Représentation de la statue d'Hibernia, allégorie de l'Irlande, sur le toit de la Poste centrale de Dublin, qui servit de quartier général lors de l'insurrection. Derrière la statue apparaissent des rayons de soleil pour symboliser le soulèvement, la proclamation et la naissance d'une nouvelle nation. En haut, le nom HIBERNIA, dont la police de caractère rappelle celle du manuscrit du Livre de Kells. De part et d'autre de la statue sont écrites les années 1916 et 2016. Sous la statue, la mention du pays émetteur, éıʀe, et le millésime, 2016. L'anneau externe de la pièce comporte les douze étoiles du drapeau européen. La pièce a fait l'objet d'un concours, lancé en janvier 2015 par la Central Bank of Ireland dans le quotidien Irish Times. 52 projets ont été reçus, parmi lesquels 6 ont été sélectionnés par un jury désigné par la Central Bank of Ireland, la banque centrale, pour un second tour. 2 vainqueurs ont alors été désignés : un pour la pièce de 2 euros et un autre pour des pièces en or et en argent. |                        |
| Graveur : Emmet Mullins  | \| Gravure sur la tranche : \| Date : \| Tirage : \| \| \| Janvier 2016 \| 4,5 millions de pièces \| |                        |
| Gravure sur la tranche : | Date : | Tirage :               |
|                          | Janvier 2016 | 4,5 millions de pièces |

| Italie                   | 550e anniversaire de la mort du sculpteur italien Donato di Niccolò di Betto Bardi, dit Donatello, le 13 décembre 1466 à Florence |                       |
|                          | Représentation de la tête du David de Donatello, portant un chapeau et tournée vers la droite. Derrière sa nuque les initiales superposées du pays émetteur RI (pour Repubblica Italiana), au-dessus des années 1466 et 2016. En bas, le nom du sculpteur DONATELLO. L'anneau externe de la pièce comporte les douze étoiles du drapeau européen. |                       |
| Graveur : Claudia Momoni | \| Gravure sur la tranche : \| Date : \| Tirage : \| \| \| Mars 2016 \| 1,5 million de pièces \| |                       |
| Gravure sur la tranche : | Date : | Tirage :              |
|                          | Mars 2016 | 1,5 million de pièces |

| Italie                      | 2200e anniversaire de la mort de l'auteur latin Plaute, en 184 av. J.-C. à Rome |                       |
|                             | Représentation de deux masques de théâtre symbolisant une jeune femme et un esclave, extrait de la Mosaïque des Masques de théâtre, œuvre du IIe siècle av. J.-C. À l'arrière plan, le plan d'un théâtre romain, avec, au centre, les initiales superposées du pays émetteur RI (pour Repubblica Italiana). Sous le masque de la jeune femme, l'année 184 A.C.. Sous le masque de l'esclave, le millésime 2016. En bas, le nom de l'auteur latin PLAUTO. L'anneau externe de la pièce comporte les douze étoiles du drapeau européen. |                       |
| Graveur : Luciana De Simoni | \| Gravure sur la tranche : \| Date : \| Tirage : \| \| \| Mars 2016 \| 1,5 million de pièces \| |                       |
| Gravure sur la tranche :    | Date : | Tirage :              |
|                             | Mars 2016 | 1,5 million de pièces |

| Lettonie                 | Agriculture lettonne |                        |
|                          | Une vache brune lettonne en train de brouter. Sous les pattes postérieures, le millésime 2016. En bas, la mention du pays émetteur LATVIJA. L'anneau externe de la pièce comporte les douze étoiles du drapeau européen. |                        |
| Graveur : Gunārs Lūsis   | \| Gravure sur la tranche : \| Date : \| Tirage : \| \| \| Juin 2016 \| 1,01 million de pièces \| |                        |
| Gravure sur la tranche : | Date : | Tirage :               |
|                          | Juin 2016 | 1,01 million de pièces |

| Lettonie                    | Vidzeme |                        |
|                             | Cette pièce est la première pièce d'une série de 4 pièces de 2 € commémoratives sur les régions de Lettonie. L'écusson de la région de Vidzeme au-dessus du nom de la région VIDZEME et en dessous de la mention du pays émetteur LATVIJA. À droite le millésime 2016. L'anneau externe de la pièce comporte les douze étoiles du drapeau européen. |                        |
| Graveur : Laimonis Šēnbergs | \| Gravure sur la tranche : \| Date : \| Tirage : \| \| \| Novembre 2016 \| 1,03 million de pièces \| |                        |
| Gravure sur la tranche :    | Date : | Tirage :               |
|                             | Novembre 2016 | 1,03 million de pièces |

| Lituanie                                         | Culture balte, |                     |
|                                                  | Un disque d'ambre datant du néolithique percé en son centre et décoré d'une croix placée dans un cercle, ce qui symbolise l'axe du monde. En haut, la mention du pays émetteur LIETUVA et du millésime 2016, en plus petits caractères. L'anneau externe de la pièce comporte les douze étoiles du drapeau européen. |                     |
| Graveur : Jolanta Mikulskytė Giedrisu Paulauskis | \| Gravure sur la tranche : \| Date : \| Tirage : \| \| \| 3 mai 2016 \| 1 million de pièces[36] \| |                     |
| Gravure sur la tranche :                         | Date : | Tirage :            |
|                                                  | 3 mai 2016 | 1 million de pièces |

| Luxembourg               | 50e anniversaire du Pont Grande-Duchesse Charlotte, à Luxembourg |                |
|                          | La représentation du Pont Grande-Duchesse Charlotte, à Luxembourg, sur lequel est placée la légende Pont Grande-Duchesse Charlotte et, en dessous l'année de sa construction 1966. En haut, l'effigie du Grand-Duc Henri, tournée légèrement vers la droite. À sa gauche, le millésime 2016. En bas, la mention du pays émetteur en français LUXEMBOURG. L'anneau externe de la pièce comporte les douze étoiles du drapeau européen. |                |
| Graveur :                | \| Gravure sur la tranche : \| Date : \| Tirage : \| \| \| Février-mars 2016 \| 500 000 pièces[38] \| |                |
| Gravure sur la tranche : | Date : | Tirage :       |
|                          | Février-mars 2016 | 500 000 pièces |

| Malte                      | Temples mégalithiques de Ġgantija, |                |
|                            | Cette pièce est la première d'une série de 7 pièces commémoratives sur les sites préhistoriques maltais. Représentation des ruines des temples mégalithiques de Ġgantija, sur l'île de Gozo. En haut, à droite, la légende, en deux lignes ĠGANTIJA TEMPLES au-dessus des années 3800-3200 BC (BC pour « avant Jésus-Christ »). En dessous du dessin, à gauche, la mention du pays émetteur MALTA au-dessus du millésime 2016. L'anneau externe de la pièce comporte les douze étoiles du drapeau européen. |                |
| Graveur : Noel Galea Bason | \| Gravure sur la tranche : \| Date : \| Tirage : \| \| \| Juillet 2016 \| 380 000 pièces \| |                |
| Gravure sur la tranche :   | Date : | Tirage :       |
|                            | Juillet 2016 | 380 000 pièces |

| Malte                                                     | Solidarité par l'amour, |                |
|                                                           | Cette pièce est la première d'une série de 5 pièces commémoratives des enfants en solidarité dessinées par des élèves de secondaire sur les thèmes de l'amour, la paix, la nature/l'environnement, le patrimoine et les jeux. Deux mains formant un cœur dans lequel on peut voir le drapeau maltais. Chaque poignet porte un bracelet rappelant le Malta Community Chest Fund. En bas, la mention du pays émetteur MALTA et le millésime 2016. L'anneau externe de la pièce comporte les douze étoiles du drapeau européen. Le dessin de la pièce a été choisi par les étudiants parmi les 5 projets choisis par un panel d'experts parmi les projets proposés par les étudiants de secondaires. Le projet choisi est celui de Sarah Cilia, étudiante à l'école Saint-Joseph, à Blata L-Bajda. |                |
| Graveur : Sarah Cilia (dessin) Noel Galea Bason (gravure) | \| Gravure sur la tranche : \| Date : \| Tirage : \| \| \| Novembre 2016 \| 380 000 pièces \| |                |
| Gravure sur la tranche :                                  | Date : | Tirage :       |
|                                                           | Novembre 2016 | 380 000 pièces |

| Monaco                   | 150e anniversaire de la fondation de Monte-Carlo par le prince Charles III |               |
|                          | Le buste du prince Charles III en uniforme militaire devant une vue de Monte-Carlo. En bas, la légende 1866 CHARLES III FONDE MONTE CARLO. En haut, la mention du pays émetteur MONACO. L'anneau externe de la pièce comporte les douze étoiles du drapeau européen. |               |
| Graveur :                | \| Gravure sur la tranche : \| Date : \| Tirage : \| \| \| 1er juin 2016 \| 15 000 pièces \| |               |
| Gravure sur la tranche : | Date : | Tirage :      |
|                          | 1er juin 2016 | 15 000 pièces |

| Portugal                    | Jeux olympiques à Rio de Janeiro (Brésil), |                |
|                             | Représentation de l'œuvre Cœur indépendant rouge de l'artiste portugaise Joana Vasconcelos. À gauche, le nom de l'artiste JOANA VASCONCELOS. À droite, la légende EQUIPA OLÍMPICA DE PORTUGAL 2016. En bas, le logo du Comité olympique du Portugal. L'anneau externe de la pièce comporte les douze étoiles du drapeau européen. |                |
| Graveur : Joana Vasconcelos | \| Gravure sur la tranche : \| Date : \| Tirage : \| \| \| Mars 2016 \| 650 000 pièces \| |                |
| Gravure sur la tranche :    | Date : | Tirage :       |
|                             | Mars 2016 | 650 000 pièces |

| Portugal                 | 50e anniversaire de l'inauguration du Pont du 25-Avril au-dessus du Tage à Lisbonne, le 6 août 1966 |                |
|                          | Représentation du Pont du 25 Avril, premier pont suspendu au-dessus du Tage, appelé Pont Salazar à l'origine. L'eau est stylisée par des lignes horizontales parallèles. Au-dessus du pont, les armoiries du Portugal et la mention du pays émetteur PORTUGAL. Sous le pont, son nom PONTE 25 DE ABRIL, l'année de sa construction 1966 et le millésime 2016. |                |
| Graveur : José Aurelio   | \| Gravure sur la tranche : \| Date : \| Tirage : \| \| \| Juillet 2016 \| 500 000 pièces \| |                |
| Gravure sur la tranche : | Date : | Tirage :       |
|                          | Juillet 2016 | 500 000 pièces |

| Saint-Marin               | 550e anniversaire de la mort du sculpteur italien Donato di Niccolò di Betto Bardi, dit Donatello, le 13 décembre 1466 à Florence |               |
|                           | Représentation du buste du David de Donatello, portant un chapeau et légèrement tournée vers la droite. À la hauteur de son cou, le nom du sculpteur DONATELLO au-dessus des années 1466-2016. En haut, à droite, la mention du pays émetteur SAN MARINO. L'anneau externe de la pièce comporte les douze étoiles du drapeau européen. |               |
| Graveur : Matt Bonaccorsi | \| Gravure sur la tranche : \| Date : \| Tirage : \| \| \| 5 avril 2016 \| 85 000 pièces \| |               |
| Gravure sur la tranche :  | Date : | Tirage :      |
|                           | 5 avril 2016 | 85 000 pièces |

| Saint-Marin               | 400e anniversaire de la mort de l'écrivain anglais William Shakespeare, le 3 mai 1616 à Stratford-upon-Avon |               |
|                           | L'effigie de William Shakespeare de face entourée, à gauche, de son nom William Shakespeare, en haut à droite, des années 1616-2016 et, en bas à droite, de la mention du pays émetteur San Marino. L'anneau externe de la pièce comporte les douze étoiles du drapeau européen. |               |
| Graveur : Matt Bonaccorsi | \| Gravure sur la tranche : \| Date : \| Tirage : \| \| \| Septembre 2016 \| 85 000 pièces \| |               |
| Gravure sur la tranche :  | Date : | Tirage :      |
|                           | Septembre 2016 | 85 000 pièces |

| Slovaquie                  | Première présidence slovaque du Conseil de l'Union européenne, |                     |
|                            | Les armoiries de la Slovaquie et le millésime 2016 posés sur un cercle composé de segments courbes, entouré de la mention du pays émetteur SLOVENSKO et de la légende PREDSEDNI'CTVO SR V RADE EÚ. L'anneau externe de la pièce comporte les douze étoiles du drapeau européen. |                     |
| Graveur : Vladimír Pavlica | \| Gravure sur la tranche : \| Date : \| Tirage : \| \| \| 7 mars 2016 \| 1 million de pièces[51] \| |                     |
| Gravure sur la tranche :   | Date : | Tirage :            |
|                            | 7 mars 2016 | 1 million de pièces |

| Slovénie                 | 25e anniversaire de l'indépendance de la Slovénie, |                     |
|                          | Une reproduction de la fin du deuxième vers de l'hymne national slovène, Zdravljica, écrit par France Prešeren provenant d'un manuscrit barré : dočakat' dan (à voir le jour), en dessous de la mention du pays émetteur REPUBLIKA SLOVENIJA, elle-même en dessous de la légende 25 LET (25 ans). En bas, le millésime 2016. Le noyau de la pièce est traversé par une ligne oblique à l'emplacement d'une des barres obliques du manuscrit. L'anneau externe de la pièce comporte les douze étoiles du drapeau européen. Le dessin a été choisi par le gouvernement parmi les 52 projets reçus entre mars et avril 2015 à la suite d'un concours lancé par la Banka Slovenije. |                     |
| Graveur : Jernej Kejžar  | \| Gravure sur la tranche : \| Date : \| Tirage : \| \| \| Juin 2016 \| 1 million de pièces \| |                     |
| Gravure sur la tranche : | Date : | Tirage :            |
|                          | Juin 2016 | 1 million de pièces |

| Vatican                  | 200e anniversaire de la Gendarmerie du Vatican |                |
|                          | Coupole de la Basilique Saint-Pierre de Rome et gendarme en uniforme représenté de profil. En haut, la légende CORPO DELLA GENDARMERIA 1816•2016 (Corps de gendarmerie 1816•2016). En bas, la mention du pays émetteur CITTÀ DEL VATICANO. L'anneau externe de la pièce comporte les douze étoiles du drapeau européen. |                |
| Graveur : Daniela Longo  | \| Gravure sur la tranche : \| Date : \| Tirage : \| \| \| Juin 2016 \| 105 000 pièces \| |                |
| Gravure sur la tranche : | Date : | Tirage :       |
|                          | Juin 2016 | 105 000 pièces |

## Compléments

### Lectures approfondies
- Olivier Fournier (dir.), €5 : €monnaies et €billets 1999-2009, Paris, Les Chevaux-Légers, 2009 (ISBN 978-2-916996-13-4)
- Catalogue euro, Monnaie et billets 2014, Geesthacht, Leuchtturm, 2014 (ISBN 978-3-00-026627-0)